# Calymperes smithii
Calymperes smithii är en bladmossart som beskrevs av Edwin Bunting Bartram 1939. Calymperes smithii ingår i släktet Calymperes och familjen Calymperaceae. Inga underarter finns listade i Catalogue of Life.